# Aggressors of Dark Kombat
Aggressors of Dark Kombat, algunas veces abreviado como ADK, y conocido en Japón como Tsuukai GANGAN Koushinkyoku o simplemente GanGan, es un videojuego de arcadias de género de peleas desarrollado por Alpha Denshi Corp. (ADK) y comercializado por SNK. El título del juego, es en realidad un juego de palabras en el cual se usan las iniciales de la compañía que lo desarrollo (ADK), así como de otros videojuegos como Mortal Kombat, que utiliza la letra "K" en lugar de la "C" en la palabra "combate".

## Jugabilidad
La mayor innovación del juego, es que se puede caminar por el escenario, de manera parecida como pasaba en los juegos de arcade de los años 1980s, tales como Violence Fight de Taito, Street Smart de SNK Pit-Fighter de Atari. Debido a esto, a diferencia de otros juegos de pelea en 2D, el juego usa un botón para poder saltar y no se usa el botón "D" como pasa en los otros juegos de peleas de SNK. Tiene solo dos botones para los ataques (golpe y patada), pero se compensa con poder hacer agarres seguidos a los oponentes. También cuenta con el uso de un arma (detalle sacado también de los juegos de peleas ya mencionados y parecido a lo que pasa en Final Fight), dichas armas pueden ser recogidas o arrojadas en los escenarios para usarse en ataques normales o especiales. Las armas son tiradas al ring por los espectadores en los escenarios. Y otro detalle original para el juego es que los personajes empiezan a sudar abundantemente después de pelear por un buen rato .
Los personajes tienen inusualmente su barra de vida la cual tiene varias capas de colores para indicar la vida y salud del personaje. Hay una barra de poder llamada «Crazy Meter» en la parte baja de la izquierda de la pantalla, se va llenando cuando el personaje ataca ; esto le da al personaje un ataque especial - y a menudo se ve muy bizarro -,el cual eliminara al oponente de un solo ataque.En Japón, ese ataque se llama "Gan Gan Attack" y en occidente su nombre es «Crazy Atrack».
En las peleas se incluyen bromas a veces simpáticas o en ocasiones irreverentes. Los diálogos cambian de rival a rival. Y la pelea es prevista por el cruce de escenas de los ojos de los personajes en cuestión a combatir en el centro de la pantalla.No hay mucha diferencia entre las versiones japonesa y americana, salvo que en la japonesa se denota un poco más la sangre de los personajes cuando los golpean muy fuerte.

## Personajes
El juego cuenta con 8 personajes seleccionables, curiosamente los nombres de los personajes no se ven por ningún lado durante el juego( excepto en las estadísticas que se muestran al finalizar la pelea), lo que resulta inusual para el género.7 de los personajes son nuevos en la serie, excepto por Fumma Kotaro, que viene de la saga "World Heroes".
- Joe Kusanagi: Es el protagonista de la historia, Joe es el más poderoso y famoso luchador del sureste de Japón: Kantō. Aburrido por la falta de buenos oponentes en su lugar de origen, el oye rumores acerca de luchadores fuertes en el oeste del país, así que se dirige hacia allá para confirmarlo y enfrentarse a ellos.

Además de su aparición en este juego, Joe hace un cameo en el juego Neo Geo Battle Coliseum. Durante uno de los ataques de Kisarah.
- Kisarah Westfield: Una hermosa chica inglesa bastante sexy que estudia preparatoria en Japón, Kisarah es conocida por su fama de devoradora de hombres (o femme fatale), ya que causa furor en las escuelas en donde ha estado y se la pasa insinuándosele a cualquiera del sexo opuesto. No obstante, Kisarah se enamora perdidamente de Joe Kusanagi, así que decide entrar al torneo para hacer que se fije en ella y que pedirle que sea su novio. Ella es el único personaje femenino del juego.

En una encuesta, Kisarah resultó ser el personaje más popular del juego, razón por la cual, se le incluyó en el juego Neo Geo Battle Coliseum, en el cual recibió un rediseño que ha sido alabado por los fanes y la crítica, también sale en el juego de cartas SNK vs. Capcom: Card Fighters DS y el simulador de citas "Days of Memories".
- Goh Kidokoro: Originario de Osaka, Goh es el luchador más famoso del área oeste de Japón: Kansai, aparte de que tiene su propia pandilla. Goh tiene noticias de que un luchador de Kantō (Joe) llegará a la ciudad para desafiarlo, así que agurada por el para evitar que sea una amenaza a sus intereses y su mando en su pandilla.

- Kotaro Fuuma: Este personaje es el ninja del videojuego "World Heroes", su participación en el argumento se debe a que se perdió durante uno de sus viajes a través del tiempo (ver el guion de World Heroes) y llegó al año 1994 a Japón, época en la que se desarrolla la historia, y por consiguiente, se ve involucrado en los combates, en este juego, Fumma no tienen ninguno de sus poderes y movimientos de WH (excepto su EnRyuHa), pero a cambio obtuvo muchos movimientos de combinaciones.

- Leonhalt Domador: Es un luchador mexicano que vive como refugiado en el Japón, el vino a ese país parta convertirse en el peleador más fuerte de todos, sin importar el costo, Leonhalt es el personaje más alto, lento y más poderoso de todos en el juego, su rival es Sheen Genus., él dice su frase ganadora en español: "Soy el hombre más fuerte del mundo".

- Sheen Genus: De origen canadiense, es un luchador amateur wrestler quien quiere crear su propia luga profesional de luchas,y también está buscando gente fuerte para que se unan a él. Sheen es el personaje wrestler del juego y el rival de Leonhalt, recientemente apareció en el juego SNK vs. Capcom: Card Fighters DS.

- Lee Hae Gwon: Un artista marcial coreano que vive en Japón y trabaja en una escuela.El busca la revancha contra el peleador que ha estado cuasando problemas en su escuela: Leonhalt Lee es uno de los personajes más rápidos del juego, y tiene un muy buen arsenal de patadas y de Tae Kon Do.

- Bobby Nelson: Él es un baloncestista afroamericano que desea conquistar fama. Para alcanzar su objetivo, Bobby viaja por el mundo esperando ser descubierto. Bobby es el peleador más rápido y pequeño del juego, y es el único que usa un objeto como arma (su pelota de baloncesto), recientemente, apareció en el juego SNK vs. Capcom: Card Fighters DS en una carta haciendo pareja con Sean de Street Fighter III, dado que son baloncestistas y de color.

## Presentación y realizaciones posteriores
Después de su salida en arcade, el juego fue sacado para la consola Neo-Geo AES y un año después para la Neo Geo CD. En 2008 salió junto con otros juegos realizados por ADK en una versión de colección para la PS2, la cual trae varios juegos que anteriormente fueron realizados por ADK para la Neo Geo: "ADK Tamashii Game Collection", dicha colección solo salió disponible en Japón.

## Recepción
Aggressors of Dark Kombat es un juego un tanto menos conocido, si se compara a las otras franquicias de SNK como Fatal Fury, Art of Fighting, y su título de peleas insignia: The King of Fighters, incluso es menos conocido que la otra franquicia de ADK, World Heroes. Nunca se vio en gran número en versiones de arcade, y nunca se realizó una versión de consola en su tiempo, generalmente se le consideraba entre los analistas y fanes de su época como un juego mediocre, sin embargo, en la actualidad,Aggressors of Dark Kombat se le considera todo un juego de culto, para aquellos que buscan una experiencia diferente de otros juegos de pelea más comunes de SNK. 
Aggressors of Dark Kombat fue catalogado como el "Juego de Peleas más extraño" en 1994 por la revista estadounidense Electronic Gaming Monthly. Esto se debió a las características innovadoras e inusuales que presentaba el juego y que probablemente respondan a un intento , por parte de Kazuo Arai, de diferenciar al juego de otros ya presentes en el mercado.